# Élection présidentielle américaine de 2016 au Montana
L'élection présidentielle américaine de 2016, cinquante-huitième élection présidentielle américaine depuis 1788, a lieu le 8 novembre 2016 et conduit à la désignation du républicain Donald Trump comme quarante-cinquième président des États-Unis.
Au Montana, les Républicains l'emportent avec Donald Trump, comme présumé par les sondages.

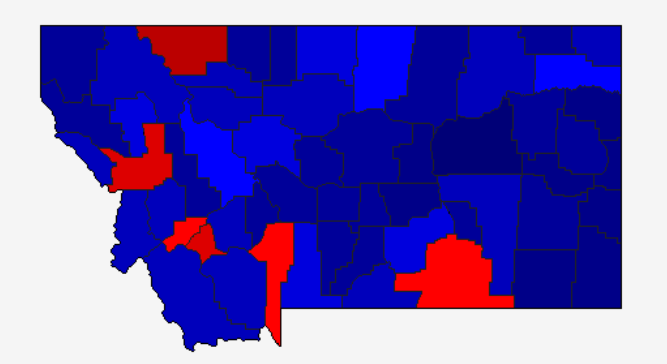
Carte des résultats de l'élection présidentielle américaine de 2016, par comté, au Montana (Rouge: Clinton / Bleu: Trump)

## Résultats des élections au Montana
| Candidat présidentiel | Vice Président   | Parti Politique | Vote Populaire | Vote Populaire | Vote électoral |
| --------------------- | ---------------- | --------------- | -------------- | -------------- | -------------- |
| Donald Trump          | Michael R. Pence | Républicains    | 279240         | 55,65%         | 3              |
| Hillary Clinton       | Timothy Kaine    | Démocrates      | 177709         | 35,41%         | 0              |
| Gary Johnson          | William F. Weld  | Libertarian     | 28037          | 5,59%          | 0              |
| Dr. Jill Stein        | Ajamu Baraka     | Green           | 7970           | 1,59%          | 0              |
| Autres (+)            | /                | /               | +/-8800        | 1,76%          | 0              |

## Analyse
Les comtés de Hill Blaine et Roosevelt ont changé de majorité en passent de Démocrate en 2012 à Républicain en 2016. Le comté de  Gallatin a changé de majorité en passent de Républicain en 2012 à Démocrate en 2016. Aucun comté n'a voté à plus de 61,5 % Démocrate ou 90,95 % Républicain.
Les plus réfractaires au candidat républicain sont les habitants du comté de Glacier avec 31,92%. Les plus pessimistes envers Hillary sont dans le comté de Garfield avec 4,74 %